# T-72AMT
T-72AMT(T-72AMT)は、ウクライナで開発された主力戦車である。T-72Aを近代化改修した車両であり、輸出用に開発されたT-72UAを基にウクライナ陸軍向けにアレンジしたものである。

## 開発背景
1991年にソ連から独立したウクライナは、T-64やT-80と共に1,000両から1,300両超のT-72をソ連軍から継承した。独立後のウクライナ軍は、生産元であるV・O・マールィシェウ記念工場があり、かつ主要コンポーネントの生産設備が整っていたことからT-64を主力戦車として運用することを決定した。
一方でT-72は予備兵器として保管され、半数以上の車両が紛争国を中心とした海外に売却されていた。
しかし、ウクライナ東部紛争で戦車の損失が相次ぎ、機甲戦力が低下したことから、ウクライナ軍は保管状態にあったT-72に改修を施したうえで現役復帰させる方針をとることになった。
改修作業は輸出用の近代化改修やオーバーホールを行ってきたキーウ装甲車両工場が担当し、2017年のキーウ独立記念パレードで試作車が公開された。

## 構造

### 火力
主砲は125mm滑腔砲2A46を引き続き装備しており、コンバット対戦車ミサイルを主砲から発射することが可能である。コンバットは最大で5km先の目標に命中させることができ、ERAを装着した状態でRHA換算で750mmの貫徹力があるとされる。
副武装はNSVT対空機銃とPKT同軸機銃を装備しており、車長ハッチをT-64BVと同型に換装したことで対空機銃を車内から射撃することが出来る。

### 防御力
爆発反応装甲としてコンタークト1と国産のシュチート-72を装備している。シュチート-72はニージュの改良型で、重量は同じくニージュの改良型であるデュプレットの約1/3の重量となっており、HEAT弾やEFP、EFP弾に対する防護力を高めている。砲塔後部とエンジン付近に対RPG弾用のグレーチング・アーマーを増設している。

### 機動力
エンジンは同国製の6TDではなく、T-72Bと同型のV-84-1に換装しており、履帯と誘導輪をT-80の物に変更している。

### 光学・電子機器
無線機をトルコのアセルサンとLibid K2RBが共同開発したデジタル式無線機に換装しており、GPS/GLONASS両システムに対応したオリゾンナビゲーション製のSN-3003衛星航法システムを搭載している。
一方でウクライナの軍事専門家は、操縦手用暗視装置や車長用暗視装置、照準サイトの製造企業が仮想敵国のロシアやベラルーシにあること、西側諸国の主力戦車に搭載されている暗視装置等と比較して時代遅れである点を指摘している。

## 使用国
- ウクライナ - 2020年1月24日、ウクライナ兵站司令部は15両のT-72AMTがウクライナ軍に納入されたと公表した[7]。